# Lemenhe, Mouquim e Jesufrei
Lemenhe, Mouquim e Jesufrei (oficialmente: União das Freguesias de Lemenhe, Mouquim e Jesufrei) é uma freguesia portuguesa do município de Vila Nova de Famalicão, com 9,83 km² de área e 3141 habitantes (censo de 2021). A sua densidade populacional é 319,5 hab./km².

## História
Foi criada aquando da reorganização administrativa de 2012/2013, resultando da agregação das antigas freguesias de Lemenhe, Mouquim e Jesufrei.

## Demografia
A população registada nos censos foi:
| Distribuição da População por Grupos Etários | Distribuição da População por Grupos Etários | Distribuição da População por Grupos Etários | Distribuição da População por Grupos Etários | Distribuição da População por Grupos Etários | Distribuição da População por Grupos Etários |
| -------------------------------------------- | -------------------------------------------- | -------------------------------------------- | -------------------------------------------- | -------------------------------------------- | -------------------------------------------- |
| Antes da agregação                           |                                              |                                              |                                              |                                              |                                              |
| Ano                                          | 0-14 anos                                    | 15-24 anos                                   | 25-64 anos                                   | >= 65 anos                                   | Total                                        |
| 2001                                         | 618                                          | 540                                          | 1980                                         | 358                                          | 3496                                         |
| 2011                                         | 489                                          | 347                                          | 1802                                         | 506                                          | 3144                                         |
| Após a agregação                             |                                              |                                              |                                              |                                              |                                              |
| Ano                                          | 0-14 anos                                    | 15-24 anos                                   | 25-64 anos                                   | >= 65 anos                                   | Total                                        |
| 2021                                         | 370                                          | 363                                          | 1721                                         | 687                                          | 3141                                         |